# Смирнов, Анатолий Александрович
Анато́лий Алекса́ндрович Смирно́в (24 октября [5 ноября] 1894, Руза, Московская губерния — 24 мая 1980, Москва)) — советский психолог и организатор науки, доктор педагогических наук (1951), профессор (1949), действительный член АПН РСФСР (1947), академик АПН СССР (1968). Заслуженный деятель науки РСФСР (1958). Член КПСС.

## Биография
Родился в 1894 году в городе Руза в семье адвоката.
Окончил гимназию (1912) и историко-филологический факультет Московского университета (1916), участник Первой мировой войны. С 1919 года — на хозяйственной, общественной и политической работе. С 1920 по 1923 год работал в Психологическом институте, одновременно в 1921—1924 годах преподавал психологию в Академии социального воспитания. В течение последующих нескольких лет работал в различных московских вузах, в том числе в 1927—1930 годах — в маскировочном отделе Инженерно-технического полигона Рабоче-крестьянской Красной армии, где занимался исследованиями психологии восприятия.
С 1930 года — сотрудник, в 1945—1973 годах — директор Института психологии АПН РСФСР/АПН СССР (с 1970 г. — НИИ общей и педагогической психологии АПН СССР). Кандидат педагогических наук (1936), в 1950 году защитил докторскую диссертацию «Психология запоминания». Был членом Президиума АПН РСФСР (1950—1964), исполняющим обязанности вице-президента АПН РСФСР (1958—1959).
Профессор кафедры психологии философского факультета Московского государственного университета имени М. В. Ломоносова (1951—1952). Главный редактор журнала «Вопросы психологии» (1955—1958, 1966—1980). Президент Общества психологов СССР (1957—1963).
Представлял советскую психологию на Международных психологических конгрессах, лично взаимодействуя с главными представителями научных психологических школ и выдающимися психологами, включая 18-й Международный психологический конгресс в Москве в 1966 году и другие международные форумы психологов XX века.
Умер в Москве 24 мая 1980 года.

## Научная деятельность
Автор и научный редактор фундаментальных экспериментальных трудов по психологии памяти, осознанности, возрастной и педагогической психологии, обобщающих трудов по истории психологии, заложивших основы (совместно с М. В. Соколовым, Б. М. Тепловым, А. Р. Лурией и Б. Ф. Поршневым) отечественного психоисторического подхода в психологии как основе целостного человековедения. Последователь А. К. Ленца в исследовании физиологического направления в изучении психозов.

## Семья
Брат Константин.
Жена: Мария Фёдоровна Смирнова, урождённая Капустинская (сестра химика Анатолия Капустинского).
Дети: Глеб и Мстислав.

## Основные работы
- О свободном течении представлений. М., 1923
- Психология ребёнка и подростка. — М.: Работник просвещения, 1926. — 258 с.
  - 2-е изд. — М.: Работник просвещения, 1928. — 214 с.
  - 3-е изд. — М.: Работник просвещения, 1929. — 214 с.
  - 4-е изд. — М.: Работник просвещения, 1930. — 272 с.
- Введение в педологию в связи с учением о поведении человека. — М.: Работник просвещения, 1927. — 74 с.
- Психология профессий. — М.: Работник просвещения, 1927. — 136 с.
- Рабочая книга по цветоведению, 1931 (в соавт.)
- Психология запоминания. — М.-Л.: Изд-во АПН РСФСР, 1948. — 328 с.
- Детская и педагогическая психология в СССР: Резюме доклада. — М.: Изд-во АПН РСФСР, 1954. — 14 с.
- Пути развития советской психологии (Вечерняя лекция на XVIII Междунар. психол. конгрессе). — М.: Издательство Московского университета, 1966. — 30 с.
- Проблемы психологии памяти. — М.: Просвещение, 1966. — 423 с.
- Развитие и современное состояние психологической науки в СССР. — М.: Педагогика, 1975. — 352 с.
- Избранные психологические труды: В 2 т. М.: Педагогика, 1987.

Редактор
- Вопросы психологии понимания: Труды Института психологии / Под общ. ред. А. А. Смирнова. — М.-Л.: Изд-во АПН РСФСР, 1947. — 240 с.
- Психология: Учебник для пед. ин-тов / Гл. ред. А. А. Смирнов. — М.: Учпедгиз, 1956. — 575 с.
  - 2-е изд. — М.: Учпедгиз, 1962. — 559 с.
- Вопросы психологии памяти: Сборник статей / Под ред. А. А. Смирнова. — М.: Изд-во АПН РСФСР, 1958. — 216 с.
- Вопросы психологии обучения труду: Сборник статей / Под ред. и с предисл. А. А. Смирнова. — М.: Изд-во АПН РСФСР, 1962. — 259 с.
- Вопросы психологии обучения труду в школе: Сборник статей / Под ред. А. А. Смирнова. — М.: Просвещение, 1968. — 264 с.
- Вопросы детской и педагогической психологии на XVIII Международном конгрессе психологов: Обзор докладов / Под ред. и с предисл. А. А. Смирнова. — М.: Просвещение, 1969. — 256 с.
- Развитие логической памяти у детей / Под ред. А. А. Смирнова. — М.: Педагогика, 1976. — 256 с.
- Психология и психофизиология индивидуальных различий: Сборник статей к 80-летию со дня рождения Б. М. Теплова / Отв. ред. А. А. Смирнов. — М.: Педагогика, 1977. — 184 с.
- Естественнонаучные основы психологии: Сборник статей / Под ред. А. А. Смирнова и др. — М.: Педагогика, 1978. — 368 с.